# J. Williams (Sänger)/Diskografie
Diese Diskografie ist eine Übersicht über die musikalischen Werke des neuseeländischen Sängers J. Williams. Den Schallplattenauszeichnungen zufolge hat er bisher mehr als 80.000 Tonträger verkauft. Seine erfolgreichste Veröffentlichung ist die Single You Got Me mit über 30.000 verkauften Einheiten.

## Alben

### Studioalben
| Jahr | Titel      | Höchstplatzierung, Gesamtwochen, AuszeichnungChartsChartplatzierungen (Jahr, Titel, Platzierungen, Wochen, Auszeichnungen, Anmerkungen) | Anmerkungen                         |
| Jahr | Titel      | NZ | Anmerkungen                         |
| ---- | ---------- | --- | ----------------------------------- |
| 2009 | Young Love | NZ5 Gold · (28 Wo.)NZ | Erstveröffentlichung: 20. Juli 2009 |

## Singles

### Als Leadmusiker
| Jahr | Titel Album               | Höchstplatzierung, Gesamtwochen, AuszeichnungChartplatzierungen (Jahr, Titel, Album, Platzierungen, Wochen, Auszeichnungen, Anmerkungen) | Höchstplatzierung, Gesamtwochen, AuszeichnungChartplatzierungen (Jahr, Titel, Album, Platzierungen, Wochen, Auszeichnungen, Anmerkungen) | Anmerkungen                                                          |
| Jahr | Titel Album               | DE | NZ | Anmerkungen                                                          |
| ---- | ------------------------- | --- | --- | -------------------------------------------------------------------- |
| 2008 | Blow Your Mind Young Love | — | NZ13 (5 Wo.)NZ | Erstveröffentlichung: 11. August 2008                                |
| 2008 | Set It Off Smile          | — | NZ36 (1 Wo.)NZ | Erstveröffentlichung: 27. Oktober 2008                               |
| 2009 | Ghetto Flower Young Love  | — | NZ5 Platin · (19 Wo.)NZ | Erstveröffentlichung: 16. März 2009                                  |
| 2009 | Stand with You Young Love | — | NZ6 Gold · (12 Wo.)NZ | Erstveröffentlichung: 22. Juni 2009 feat. Lavina Williams            |
| 2009 | Your Style Young Love     | — | NZ16 (4 Wo.)NZ | Erstveröffentlichung: 9. November 2009 feat. Erakah                  |
| 2010 | You Got Me Young Love     | — | NZ1 ×2Doppelplatin · (22 Wo.)NZ | Erstveröffentlichung: 8. Februar 2010 feat. Scribe                   |
| 2010 | Takes Me Higher –         | DE75 (3 Wo.)DE | NZ2 Platin · (22 Wo.)NZ | Erstveröffentlichung: 25. Mai 2010                                   |
| 2010 | Night of Your Life –      | — | NZ4 Gold · (14 Wo.)NZ | Erstveröffentlichung: 11. Oktober 2010 feat. K.One                   |
| 2011 | Want to Rule the World –  | — | NZ29 (1 Wo.)NZ | Erstveröffentlichung: 20. April 2011 feat. K.One                     |
| 2011 | Live It Up –              | — | — | Erstveröffentlichung: 3. Oktober 2011 feat. K.One                    |
| 2013 | Never Let Go –            | — | — | Erstveröffentlichung: 31. Mai 2013 feat. DJ Lenium                   |
| 2013 | Ms Rita –                 | — | — | Erstveröffentlichung: 3. September 2013 feat. Ria Hall & Sid Diamond |

### Als Gastmusiker
| Jahr | Titel Album               | Höchstplatzierung, Gesamtwochen, AuszeichnungChartsChartplatzierungen (Jahr, Titel, Album, Platzierungen, Wochen, Auszeichnungen, Anmerkungen) | Anmerkungen                                                                 |
| Jahr | Titel Album               | NZ | Anmerkungen                                                                 |
| ---- | ------------------------- | --- | --------------------------------------------------------------------------- |
| 2009 | Them Eyes –               | NZ39 (1 Wo.)NZ | Erstveröffentlichung: 9. Februar 2009 Mareko feat. J. Williams              |
| 2011 | My Love –                 | — | Erstveröffentlichung: 22. Dezember 2008 DJ CXL feat. J. Williams & The Gift |
| 2011 | She’s a Killer Young Love | NZ26 (8 Wo.)NZ | Erstveröffentlichung: 11. April 2011 K.One feat. J. Williams                |

## Musikvideos
| Jahr | Titel                  | Regisseur(e)               |
| ---- | ---------------------- | -------------------------- |
| 2008 | Blow Your Mind         |                            |
| 2008 | Set It Off             |                            |
| 2009 | Ghetto Flower          | Ivan Slavov                |
| 2009 | Stand with You         | Ivan Slavov                |
| 2009 | Your Style             | Ivan Slavov                |
| 2010 | You Got Me             | Damien Caine               |
| 2010 | Takes Me Higher        | Ivan Slavov                |
| 2010 | Night of Your Life     | Anthony Plant              |
| 2011 | Want To Rule the World | Mark Arona                 |
| 2011 | Live It Up             | Eddie Bennett & Mark Arona |
| 2013 | Never Let Go           | Shae Sterling              |
| 2013 | Ms Rita                | M. Arona & M. Mariner      |

## Statistik

### Chartauswertung
|                     | NZ    |
| ------------------- | ----- |
| Nummer-eins-Alben   | NZ—NZ |
| Top-10-Alben        | NZ1NZ |
| Alben in den Charts | NZ1NZ |

|                       | DE    | NZ     |
| --------------------- | ----- | ------ |
| Nummer-eins-Singles   | DE—DE | NZ1NZ  |
| Top-10-Singles        | DE—DE | NZ5NZ  |
| Singles in den Charts | DE1DE | NZ11NZ |

### Auszeichnungen für Musikverkäufe
Anmerkung: Auszeichnungen in Ländern aus den Charttabellen bzw. Chartboxen sind in ebendiesen zu finden.
| Land/RegionAuszeichnungen für Musikverkäufe (Land/Region, Auszeichnungen, Verkäufe, Quellen) | Gold     | Platin     | Verkäufe | Quellen               |
| -------------------------------------------------------------------------------------------- | -------- | ---------- | -------- | --------------------- |
| Neuseeland (RMNZ)                                                                            | 3× Gold3 | 4× Platin4 | 82.500   | radioscope.net.nz NZ2 |
| Insgesamt                                                                                    | 3× Gold3 | 4× Platin4 |          |                       |